# Smeryngolaphria seabrai
Smeryngolaphria seabrai là một loài ruồi trong họ Asilidae. Smeryngolaphria seabrai được Carrera miêu tả năm 1960. Loài này phân bố ở vùng Tân nhiệt đới.